# 邁阿密 (德克薩斯州)
邁阿密（英語：Miami）是一個位於美國德克薩斯州羅伯茨縣的城市。根據2010年美國人口普查，該地共人口597人，而該地的面積約為3.00平方千米。同時該地也是羅伯茨縣的縣治。

## 地理
邁阿密的座標為35°41′35″N 100°38′20″W / 35.69306°N 100.63889°W，而該地的平均海拔高度為840米（即2756英尺）。